# Anne Pohtamo
Anne-Marie Pohtamo-Hietanen (Helsinki, 15 agosto 1955) è una modella finlandese, eletta Miss Universo 1975.

## Biografia
Anne Maria Pohtamo è stata la seconda donna finlandese ad ottenere il titolo, ventitré anni dopo Armi Kuusela, la prima Miss Universo nella storia del concorso.
Dopo il suo anno di regno ha intrapreso la carriera di modella e di attrice, comparendo tra l'altro in un breve ruolo in Manhattan di Woody Allen, a cui ha rinunciato quando si è sposata nel 1980 ed è diventata madre di quattro figli.
Dal 2000 in avanti è ritornata ad apparire in alcune trasmissioni televisive finlandesi, comparendo o con il nome Anne Pohtamo o come Anne Pohtamo-Hietanen.